# برکشد
برکشد (به مجاری:  Berkesd) یک شهرداری در مجارستان است که در ناحیه پچ واقع شده‌است. برکشد ۱۹٫۰۴ کیلومتر مربع مساحت و ۸۹۴ نفر جمعیت دارد.